# Eufaula (ARS)
Eufaula is het laatste studioalbum (gegevens 2010) van Atlanta Rhythm Section. Na Partly Plugged vonden de heren het weer tijd worden voor een “nieuw” studioalbum. Tijdens de totstandkoming raakte de zanger Hammond in een depressie en raakte (verder) aan de alcohol. Dat liep uit op een confrontatie met de politie, waarbij Hammond in de buik werd geschoten. Het album is genoemd naar het stadje Eufaula in Alabama, al waar de grootste successen van de band werden geschreven; het waren de late jaren 70. Het album bevatte een aantal nieuwe liederen, maar ook een aantal opnieuw opgenomen liederen. Zelfs composities van het vorige studioalbum Truth in a Structured Form moesten een oppoetsbeurt krijgen en Who you gonna run to? is afkomstig van Third Annual Pipe Dream.
De band ging na uitgifte van het album toeren, waarbij er opnieuw een aderlatingwas. Na afloop van het concert in Orlando (Florida) zakte de drummer Vealey in elkaar en overleed ter plaatse. Hij stierf aan een acute hartinfarct.

## Musici
- Ronnie Hammond – zang
- Barry Bailey, Steve Stone – gitaar
- Justin Senker – basgitaar
- Dean Daughtry – toetsinstrumenten
- R.J. Vealy – slagwerk

met:
- Steve Nathan – hammondorgel (1), (10) stringsynthesizer (3),(5),(7)
- Robert White Johnson – achtergrondzang (1), (3), (4),(6),(7), (10)
- Mack McKribben – toetsinstrumenten (6), synthbas (6)

## Muziek
| Nr. | Titel                                                        | Duur |
| --- | ------------------------------------------------------------ | ---- |
| 1.  | I'm not the only one (Buie, Hammond)                         | 5:13 |
| 2.  | Who you gonna run to (Buie, Cobb, Nix)                       | 3:26 |
| 3.  | Dreamy Alabama (Buie, Cobb, Hammond)                         | 4:35 |
| 4.  | Nothing's as bad as it seems (Buie, Cobb, Hammond)           | 3:22 |
| 5.  | When (Buie, Daughtry)                                        | 4:39 |
| 6.  | You ain't seen nothing yet (Buie, Cobb, Mack McKribben)      | 4:21 |
| 7.  | Fine day (The day you came back to me) (Buie, Cobb, Hammond) | 4:46 |
| 8.  | What happened to us (Buie, Hammond)                          | 3:49 |
| 9.  | Unique (Buie, Cobb, Hammond)                                 | 3:29 |
| 10. | How can you do this? (Buie, Cobb, Hammond)                   | 4:11 |
| 11. | What's up wid dat? (Buie, Daughty, Hammond, Stone)           |      |